# VietJet Air

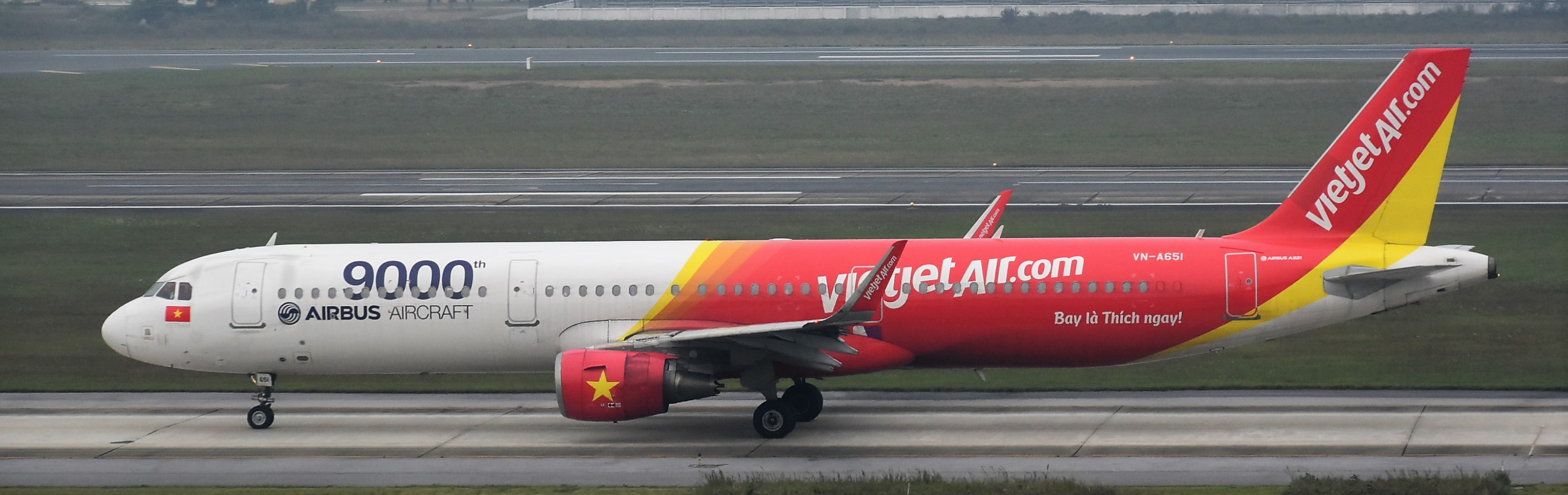
Một chiếc A321-200 với màu sơn vinh dự được làm chiếc máy bay thứ 9000 được xuất xưởng bởi Airbus.

Công ty Cổ phần Hàng không Vietjet (tiếng Anh: Vietjet Aviation Joint Stock Company), cũng được biết đến với tên giao dịch quốc tế là VietJet Air (VJC), là hãng hàng không tư nhân đầu tiên của Việt Nam. Không chỉ vận chuyển hàng không, Vietjet còn cung cấp các nhu cầu tiêu dùng hàng hoá và dịch vụ thông qua các ứng dụng công nghệ thương mại điện tử. Vietjet là thành viên chính thức của Hiệp hội Vận tải Hàng không Quốc tế (IATA) với Chứng nhận An toàn Khai thác (IOSA).
Vietjet đang khai thác 85 máy bay A320, A321 và A330, thực hiện hơn 400 chuyến bay mỗi ngày và đã vận chuyển hơn 100 triệu lượt hành khách, với 139 đường bay gồm 48 đường nội địa phủ khắp tại Việt Nam và 95 đường bay quốc tế đến Nhật Bản, Hồng Kông, Singapore, Hàn Quốc, Đài Loan, Trung Quốc, Thái Lan, Myanmar, Malaysia, Campuchia, Indonesia,... Vietjet có kế hoạch phát triển mạng bay rộng khắp khu vực Châu Á – Thái Bình Dương, đang nghiên cứu tiếp tục mở rộng các đường bay trong khu vực và đã ký kết hợp đồng mua sắm tàu bay thế hệ mới, hiện đại với các nhà sản xuất máy bay lớn trên thế giới.

## Lịch sử

### Bước đầu
VietJet Air được thành lập từ 3 cổ đông chính là Tập đoàn T&C, Sovico Holdings và HDBank với vốn điều lệ ban đầu là 600 tỷ VND (tương đương 37.5 triệu USD tại thời điểm góp vốn). Hãng được Bộ trưởng Bộ Tài chính Việt Nam phê duyệt cấp giấy phép vào tháng 11 năm 2007 và trở thành hãng hàng không thứ tư của Việt Nam, chỉ sau Vietnam Airlines, Jetstar Pacific, Công ty Bay Dịch vụ Hàng không (VASCO) và là hãng hàng không tư nhân đầu tiên của Việt Nam. Ngày 20 tháng 12 năm 2007, Bộ trưởng Bộ Giao thông Vận tải Hồ Nghĩa Dũng đã trao giấy phép kinh doanh vận chuyển hàng không cho VietJet Air.
Theo kế hoạch ban đầu, VietJet Air dự tính chính thức đi vào hoạt động vào cuối năm 2008 nhưng do biến động làm giá xăng, dầu tăng cao nên VietJetAir quyết định hoãn lại đến tháng 11 năm 2009. Cuối tháng 4 năm 2009, Sovico Holdings đã mua lại toàn bộ số cổ phần của Tập đoàn T&C và trở thành cổ đông lớn nhất, sở hữu 70% cổ phần của VietJetAir. Tháng 2 năm 2010, hãng Air Asia mua lại 30% cổ phần của VietJetAir. Air Asia là một hãng hàng không giá rẻ khác có trụ sở ở Kuala Lumpur, Malaysia, chuyên cung cấp những chuyến bay nội địa và quốc tế và là hãng có giá vé thấp hàng đầu châu Á.

### Quá trình hoạt động
Tháng 6 năm năm 2010, Vietjet Air thông báo hoãn thời gian cất cánh cho đến tận tháng 10 năm 2010. Lý do là hãng cần có thời gian để giải quyết một số vấn đề phát sinh liên quan đến chuyện mua bán cổ phần, xây dựng thương hiệu, nhân sự và đội bay... Đây là lần thứ 5 hãng thông báo lùi thời gian cất cánh. Nhiều nhà phân tích cho rằng nguyên nhân chính ngoài biến động về giá nhiên liệu, còn có sự tranh chấp về thương hiệu Viet Air và những quy định hạn chế của chính phủ Việt Nam nhận diện thương hiệu trong khai thác vận tải hàng không nội địa mà hãng chưa có đủ thời gian để xử lý.

Đầu tháng 12 năm 2010, hãng một lần nữa có văn bản gửi Cục Hàng không Dân dụng Việt Nam báo cáo tình hình tài chính, công tác chuẩn bị, đồng thời xin hoãn thời điểm bay thêm một thời gian không xác định nữa với lý do tranh chấp thương hiệu.

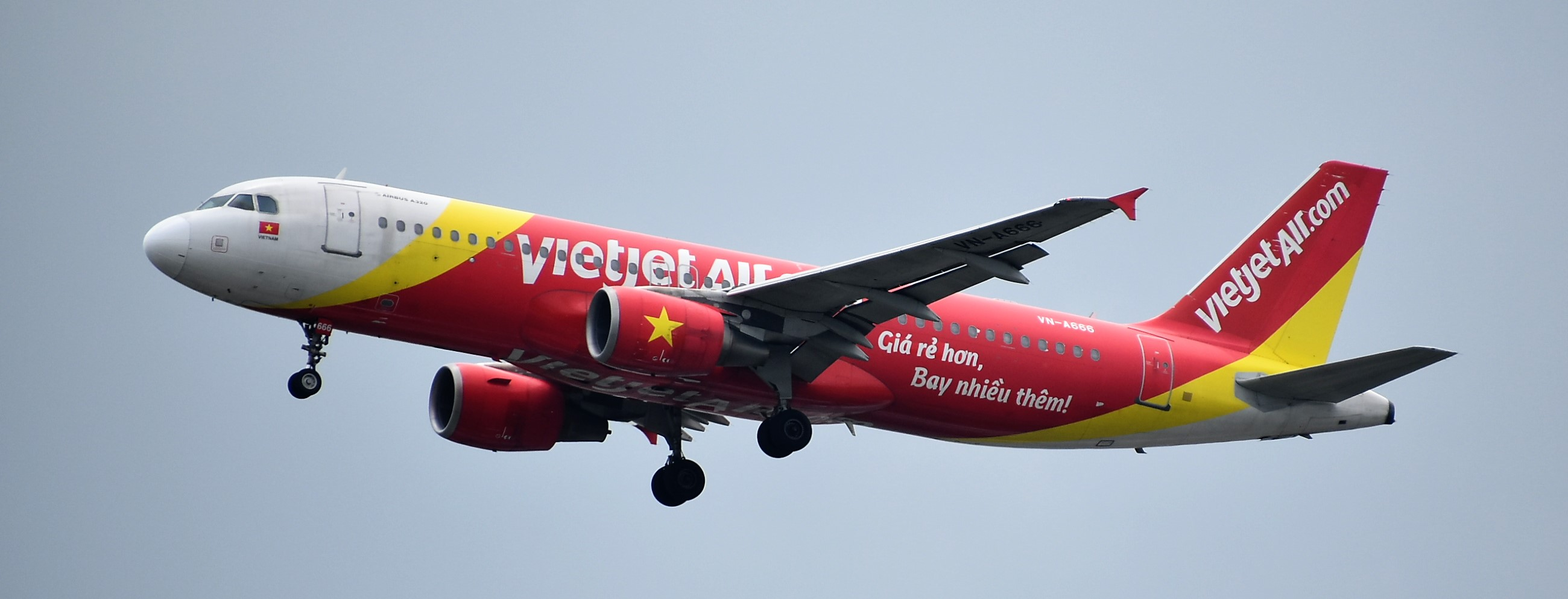
Tàu bay đầu tiên của hãng, một chiếc Airbus A320-214 mang số đăng bạ VN-A666.

Sau nhiều lần trì hoãn, Vietjet Air đã hoàn tất các khâu cuối cùng để chuẩn bị bay chuyến thương mại đầu tiên theo đúng yêu cầu của Bộ Giao thông Vận tải, trước tháng 6 năm 2011.

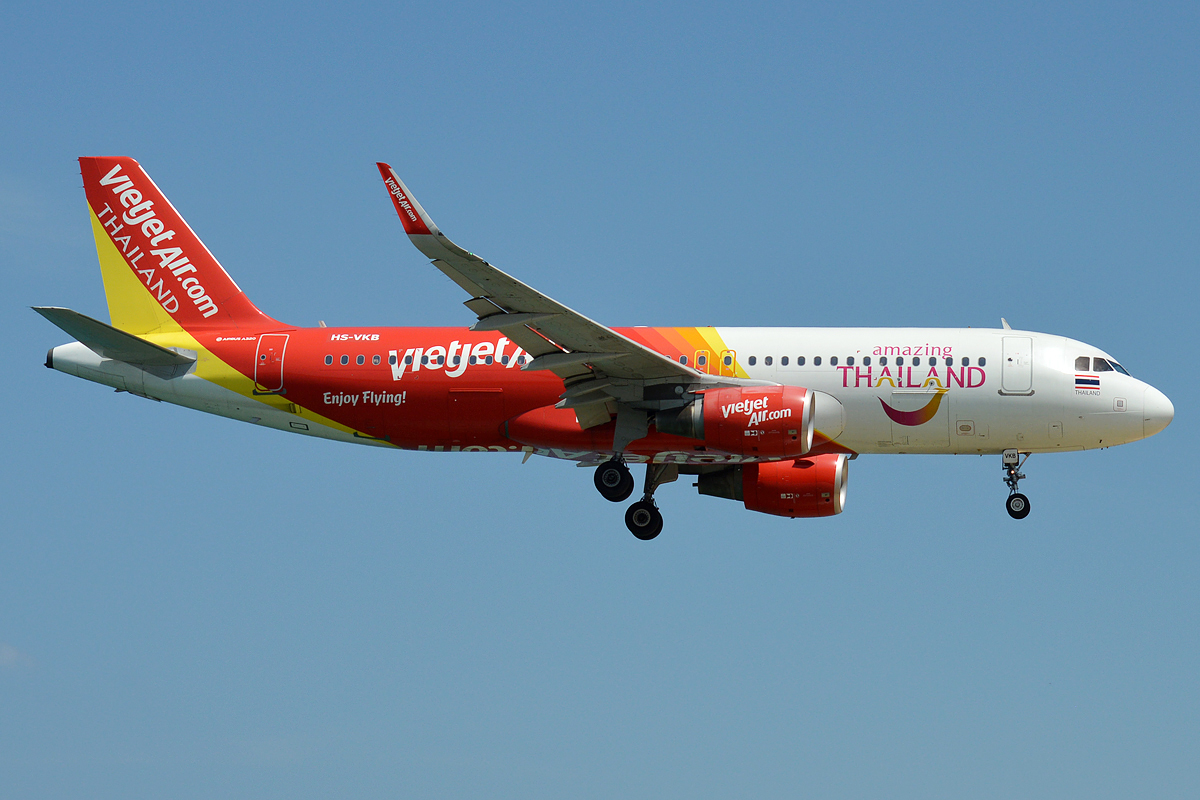
Một chiếc Airbus A320-214 của Thai VietJet Air.

Sau những động thái chuẩn bị, ngày 5 tháng 12 năm 2011, hãng phát hành đợt vé đầu tiên. Ngày 25 tháng 12 năm 2011, hãng đã thực hiện chuyến bay đầu tiên từ Tân Sơn Nhất đi Nội Bài.
Vào năm 2013, VietjetAir mở đường bay đi Bangkok, Thái Lan. Đây cũng là đường bay thứ 10 và cũng là đường bay quốc tế đầu tiên của hãng.

## Mở rộng quy mô hoạt động
Ngày 26 tháng 6, 2013, tại trung tâm hội nghị quốc gia Plaza Athenée, Bangkok, VietJet Air công bố thành lập Thai VietJet Air. Thai VietJet Air thực hiện chuyến bay đầu tiên vào ngày 29 tháng 3 năm 2015 và bắt đầu các chuyến bay quốc tế từ ngày 5 tháng 12 cùng năm..

### Hội đồng quản trị
- Bà Nguyễn Thị Phương Thảo: Chủ tịch Hội đồng Quản trị
- Bà Nguyễn Thanh Hà: Phó Chủ tịch Hội đồng Quản trị
- Ông Nguyễn Thanh Hùng: Thành viên Hội đồng Quản trị
- Ông Nguyễn Anh Tuấn: Thành viên Hội đồng Quản trị độc lập, Phó Chủ tịch Hội đồng Quản trị
- Ông Đinh Việt Phương: Thành viên Hội đồng Quản trị, Tổng Giám đốc
- Bà Hồ Ngọc Yến Phương: Thành viên Hội đồng Quản trị, Phó Tổng Giám đốc Tài chính
- Ông Donal Joseph Boylan: Thành viên Hội đồng Quản trị độc lập
- Ông Lưu Đức Khánh: Thành viên Hội đồng Quản trị
- Ông Chu Việt Cường: Thành viên Hội đồng Quản trị

### Ban điều hành
- Ông Đinh Việt Phương: Thành viên Hội đồng Quản trị, Tổng Giám đốc
- Bà Hồ Ngọc Yến Phương: Thành viên Hội đồng Quản trị, Phó Tổng Giám đốc Tài chính
- Ông Michael Hickey: Phó Tổng Giám đốc khai thác
- Ông Tô Việt Thắng: Phó Tổng Giám đốc phụ trách điều hành Văn phòng
- Ông Nguyễn Thanh Sơn: Phó Tổng Giám đốc Thương mại

## Các công ty con và công ty liên kết
Tính đến tháng 6 năm 2025, VietJet có 9 công ty con và 2 công ty liên kết:
| Tên doanh nghiệp                         | Quốc gia đăng ký          | Lĩnh vực kinh doanh                                                             | Ngày thành lập | Tỷ lệ sở hữu | Ghi chú |
| ---------------------------------------- | ------------------------- | ------------------------------------------------------------------------------- | -------------- | ------------ | --- |
| Các công ty con sở hữu trực tiếp         |                           |                                                                                 |                |              | |
| Công ty Cổ phần Swift247                 | Việt Nam                  | Cung cấp dịch vụ vận chuyển hàng hóa và các dịch vụ hỗ trợ liên quan.           | 23/02/2019     | 67%          | Bao gồm VietjetAir Cargo. |
| Vietjet Air IVB No. I Limited            | Quần đảo Virgin thuộc Anh | Kinh doanh và cho thuê tàu bay và các bộ phận tàu bay.                          | 27/05/2014     | 100%         | |
| Vietjet Air IVB No. II Limited           | Quần đảo Virgin thuộc Anh | Kinh doanh và cho thuê tàu bay.                                                 | 27/05/2014     | 100%         | |
| Vietjet Air Singapore Pte. Ltd           | Singapore                 | Kinh doanh tàu bay.                                                             | 27/03/2014     | 100%         | |
| Vietjet Air Ireland No. 1 Limited        | Ireland                   | Kinh doanh và cho thuê tàu bay.                                                 | 03/06/2014     | 100%         | |
| Công ty TNHH Galaxy Pay                  | Việt Nam                  | Cung ứng dịch vụ trung gian thanh toán.                                         | 08/07/2020     | 100%         | |
| Công ty TNHH MTV Phục vụ mặt đất Vietjet | Việt Nam                  | Cung cấp dịch vụ hỗ trợ trực tiếp cho vận tải hàng không.                       | 19/10/2021     | 100%         | |
| Các công ty con sở hữu gián tiếp         |                           |                                                                                 |                |              | |
| Công ty Cổ phần VietjetAir Cargo         | Việt Nam                  | Cung cấp dịch vụ vận chuyển hàng hóa, hành khách và các dịch vụ liên quan khác. | 27/08/2014     | 64%          | Từ năm 2021, VietJet tiến hành tái cấu trúc và đổi mới hoạt động vận tải hàng không thông qua sáp nhập VietjetAir Cargo và Swift247. Sau đó, Swift247 được góp vốn bổ sung bởi VietJet và một số cổ đông khác. Sau các giao dịch tái cơ cấu này, VietjetAir Cargo trở thành công ty con gián tiếp của Vietjet Air. |
| Skymate Limited                          | Quần đảo Cayman           | Kinh doanh tàu bay.                                                             | 15/09/2017     | 100%         | |
| Các công ty liên kết                     |                           |                                                                                 |                |              | |
| Thai Vietjet Air Joint Stock Co. Ltd.    | Thái Lan                  | Cung cấp dịch vụ vận chuyển hàng hóa, hành khách và các dịch vụ liên quan khác. | 25/06/2013     | 9%           | Có thỏa thuận về quyền tăng tỷ lệ sở hữu lên 38%. |
| CTCP Nhà ga Quốc tế Cam Ranh             | Việt Nam                  | Cung cấp dịch vụ hỗ trợ trực tiếp cho vận tải hàng không.                       | 05/02/2016     | 100%         | |

## Tuyến bay

Các điểm đến của VietJet Air

### Thỏa thuận liên danh
VietJet Air thỏa thuận liên doanh chuyến bay với các hãng Virgin Australia, Japan Airlines và công ty con Thai VietJet Air.
|  | Sân bay căn cứ (Hub)                                   |
|  | Điểm đến theo mùa (Seasonal)                           |
|  | Điểm đến trong tương lai (Future)                      |
|  | Điểm đến quan trọng (Focus City)                       |
|  | Điểm đến chỉ có trong chuyến bay thuê chuyến (Charter) |

### Tuyến bay quốc nội
| Thành phố     | Tỉnh/Thành2       | Mã IATA | Mã ICAO | Sân bay                      | Khởi hành từ |
| ------------- | ----------------- | ------- | ------- | ---------------------------- | --- |
| Buôn Ma Thuột | Đắk Lắk           | BMV     | VVBM    | Sân bay Buôn Ma Thuột        | Hà Nội, Hải Phòng, Thành phố Hồ Chí Minh, Vinh |
| Cần Thơ       | Tp. Cần Thơ       | VCA     | VVCT    | Sân bay quốc tế Cần Thơ      | Đà Lạt, Đà Nẵng, Hà Nội, Hải Phòng, Phú Quốc, Thanh Hóa,Vinh                                                                                                  |
| Chu Lai       | Quảng Nam         | VCL     | VVCI    | Sân bay Chu Lai              | Hà Nội, Thành phố Hồ Chí Minh |
| Côn Đảo       | Bà Rịa – Vũng Tàu | VCS     | VVCS    | Sân bay Côn Đảo              | Hà Nội, Thành phố Hồ Chí Minh |
| Đà Nẵng       | Tp. Đà Nẵng       | DAD     | VVDN    | Sân bay quốc tế Đà Nẵng      | Buôn Ma Thuột, Cần Thơ, Đà Lạt, Hà Nội, Hải Phòng, Thành phố Hồ Chí Minh, Nha Trang, Phú Quốc, Thanh Hóa, Vinh                                                |
| Đà Lạt        | Lâm Đồng          | DLI     | VVDL    | Sân bay Liên Khương          | Cần Thơ, Đà Nẵng, Hà Nội, Hải Phòng, Thành phố Hồ Chí Minh, Phú Quốc, Vinh                                                                                    |
| Điện Biên     | Điện Biên Phủ     | DIN     | VVDB    | Sân bay Điện Biên Phủ        | Hà Nội, Thành phố Hồ Chí Minh |
| Đồng Hới      | Quảng Bình        | VDH     | VVDH    | Sân bay Đồng Hới             | Thành phố Hồ Chí Minh, Hà Nội |
| Hạ Long       | Quảng Ninh        | VDO     | VVVD    | Sân bay quốc tế Vân Đồn      | Thành phố Hồ Chí Minh |
| Hà Nội        | Tp. Hà Nội        | HAN     | VVNB    | Sân bay quốc tế Nội Bài      | Buôn Ma Thuột, Cần Thơ, Chu Lai, Đà Nẵng, Sân bay Điện Biên Phủ, Đồng Hới, Thành phố Hồ Chí Minh, Nha Trang, Đà Lạt, Huế, Pleiku, Phú Quốc, Quy Nhơn, Tuy Hòa |
| Hải Phòng     | Tp. Hải Phòng     | HPH     | VVCI    | Sân bay quốc tế Cát Bi       | Buôn Ma Thuột, Cần Thơ, Đà Lạt, Đà Nẵng, Thành phố Hồ Chí Minh, Nha Trang, Phú Quốc, Pleiku, Quy Nhơn                                                         |
| Hồ Chí Minh   | Tp. Hồ Chí Minh   | SGN     | VVTS    | Sân bay quốc tế Tân Sơn Nhất | Buôn Ma Thuột, Chu Lai, Điện Biên, Đồng Hới, Đà Nẵng, Đà Lạt, Hà Nội, Hải Phòng, Huế, Nha Trang, Phú Quốc, Pleiku, Quy Nhơn,Thanh Hóa, Tuy Hòa, Vinh, Vân Đồn |
| Huế           | Thừa Thiên Huế    | HUI     | VVPB    | Sân bay quốc tế Phú Bài      | Hà Nội, Thành phố Hồ Chí Minh, Phú Quốc |
| Nha Trang     | Khánh Hòa         | CXR     | VVCR    | Sân bay quốc tế Cam Ranh     | Đà Nẵng, Hà Nội, Hải Phòng, Thành phố Hồ Chí Minh,Thanh Hóa,Vinh                                                                                              |
| Phú Quốc      | Kiên Giang        | PQC     | VVPQ    | Sân bay quốc tế Phú Quốc     | Cần Thơ, Đà Lạt, Đà Nẵng, Hà Nội, Hải Phòng, Huế, Thành phố Hồ Chí Minh,Thanh Hóa, Vinh                                                                       |
| Pleiku        | Gia Lai           | PXU     | VVPK    | Sân bay Pleiku               | Hà Nội, Hải Phòng, Thành phố Hồ Chí Minh |
| Quy Nhơn      | Bình Định         | UIH     | VVPC    | Sân bay Phù Cát              | Hà Nội, Hải Phòng, Thành phố Hồ Chí Minh |
| Thanh Hóa     | Thanh Hóa         | THD     | VVTX    | Sân bay Thọ Xuân             | Cần Thơ, Đà Nẵng, Thành phố Hồ Chí Minh, Nha Trang, Phú Quốc                                                                                                  |
| Tuy Hòa       | Phú Yên           | TBB     | VVTH    | Sân bay Tuy Hòa              | Hà Nội, Thành phố Hồ Chí Minh |
| Vinh          | Nghệ An           | VII     | VVVH    | Sân bay quốc tế Vinh         | Buôn Ma Thuột, Cần Thơ, Đà Lạt, Đà Nẵng, Nha Trang, Phú Quốc, Thành phố Hồ Chí Minh                                                                           |

### Tuyến bay quốc tế
| Thành phố               | Quốc gia    | Mã IATA | Mã ICAO | Sân bay                                  | Khởi hành từ                                                                              |
| ----------------------- | ----------- | ------- | ------- | ---------------------------------------- | ----------------------------------------------------------------------------------------- |
| Adelaide                | Úc          | ADL     | YPAD    | Sân bay quốc tế Adelaide                 | Perth                                                                                     |
| Ahmedabad - Gandhinagar | Ấn Độ       | AMD     | VAAH    | Sân bay quốc tế Sardar Vallabhbhai Patel | Đà Nẵng, Hà Nội, Thành phố Hồ Chí Minh                                                    |
| Almaty                  | Kazakhstan  | UAAA    | ALA     | Sân bay quốc tế Almaty                   | Nha Trang                                                                                 |
| Auckland                | New Zealand | AKL     | NZAA    | Sân bay Auckland                         | Thành phố Hồ Chí Minh                                                                     |
| Bắc Kinh                | Trung Quốc  | PKX     | ZBAD    | Sân bay quốc tế Đại Hưng Bắc Kinh        | Hà Nội, Thành phố Hồ Chí Minh                                                             |
| Bali                    | Indonesia   | DPS     | WADD    | Sân bay quốc tế Ngurah Rai               | Hà Nội, Thành phố Hồ Chí Minh                                                             |
| Bangkok                 | Thái Lan    | BKK     | VVBS    | Sân bay quốc tế Suvarnabhumi             | Hà Nội, Thành phố Hồ Chí Minh                                                             |
| Bengaluru               | Ấn Độ       | BLR     | VOBL    | Sân bay quốc tế Kempegowda               | Thành phố Hồ Chí Minh                                                                     |
| Busan                   | Hàn Quốc    | PUS     | RKPK    | Sân bay quốc tế Gimhae                   | Đà Nẵng, Hà Nội, Nha Trang, Phú Quốc, Thành phố Hồ Chí Minh                               |
| Brisbane                | Úc          | BNE     | YBBN    | Sân bay Brisbane                         | Thành phố Hồ Chí Minh                                                                     |
| Cao Hùng                | Đài Loan    | KHH     | RCKH    | Sân bay quốc tế Cao Hùng                 | Hà Nội, Thành phố Hồ Chí Minh                                                             |
| Chiang Mai              | Thái Lan    | CNX     | VTCC    | Sân bay quốc tế Chiang Mai               | Thành phố Hồ Chí Minh                                                                     |
| Daegu                   | Hàn Quốc    | TAE     | RKTN    | Sân bay quốc tế Daegu                    | Đà Nẵng, Nha Trang                                                                        |
| Đài Bắc                 | Đài Loan    | TPE     | RCTP    | Sân bay quốc tế Đào Viên Đài Loan        | Đà Nẵng, Hà Nội, Phú Quốc, Thành phố Hồ Chí Minh                                          |
| Đài Nam                 | Đài Loan    | TNN     | RCNN    | Sân bay Đài Nam                          | Thành phố Hồ Chí Minh                                                                     |
| Đài Trung               | Đài Loan    | RMQ     | RCMQ    | Sân bay Đài Trung                        | Hà Nội, Phú Quốc, Thành phố Hồ Chí Minh                                                   |
| Delhi                   | Ấn Độ       | DEL     | VIDP    | Sân bay quốc tế Indira Gandhi            | Hà Nội, Thành phố Hồ Chí Minh                                                             |
| Fukuoka                 | Nhật Bản    | FUK     | RJFF    | Sân bay Fukuoka                          | Hà Nội, Thành phố Hồ Chí Minh                                                             |
| Hồng Kông               | Hồng Kông   | HKG     | VHHH    | Sân bay quốc tế Hồng Kông                | Thành phố Hồ Chí Minh                                                                     |
| Hyderabad               | Ấn Độ       | HYD     | VOHS    | Sân bay quốc tế Rajiv Gandhi             | Đà Nẵng, Hà Nội, Thành phố Hồ Chí Minh                                                    |
| Jakarta                 | Indonesia   | CGK     | WIII    | Sân bay quốc tế Soekarno-Hatta           | Hà Nội, Thành phố Hồ Chí Minh                                                             |
| Kochi                   | Ấn Độ       | COK     | YBBN    | Sân bay quốc tế Cochin                   | Thành phố Hồ Chí Minh                                                                     |
| Kuala Lumpur            | Malaysia    | KUL     | WMKK    | Sân bay quốc tế Kuala Lumpur             | Hà Nội, Thành phố Hồ Chí Minh                                                             |
| Melbourne               | Úc          | MEL     | YMML    | Sân bay Melbourne                        | Hà Nội, Thành phố Hồ Chí Minh                                                             |
| Mihara                  | Nhật Bản    | HIJ     | RJOA    | Sân bay Hiroshima                        | Hà Nội                                                                                    |
| Mumbai                  | Ấn Độ       | BOM     | VABB    | Sân bay quốc tế Chhatrapati Shivaji      | Đà Nẵng, Hà Nội, Thành phố Hồ Chí Minh, Phú Quốc                                          |
| Nagoya                  | Nhật Bản    | NGO     | RJGG    | Sân bay quốc tế Chubu                    | Đà Nẵng, Hà Nội, Thành phố Hồ Chí Minh                                                    |
| Osaka                   | Nhật Bản    | KIX     | RJBB    | Sân bay quốc tế Kansai                   | Hà Nội, Thành phố Hồ Chí Minh                                                             |
| Perth                   | Úc          | PER     | YPPH    | Sân bay Perth                            | Thành phố Hồ Chí Minh                                                                     |
| Phnôm Pênh              | Campuchia   | PNH     | VDPP    | Sân bay quốc tế Phnôm Pênh               | Thành phố Hồ Chí Minh (tạm dừng)                                                          |
| Phuket                  | Thái Lan    | HKT     | VTSP    | Sân bay quốc tế Phuket                   | Hà Nội, Thành phố Hồ Chí Minh                                                             |
| Quảng Châu              | Trung Quốc  | CTU     | ZUUU    | Sân bay quốc tế Bạch Vân Quảng Châu      | Hà Nội, Thành phố Hồ Chí Minh                                                             |
| Seoul                   | Hàn Quốc    | ICN     | RKSI    | Sân bay quốc tế Incheon                  | Đà Lạt , Đà Nẵng, Cần Thơ , Hà Nội, Hải Phòng, Nha Trang, Phú Quốc, Thành phố Hồ Chí Minh |
| Singapore               | Singapore   | SIN     | WSSS    | Sân bay quốc tế Changi Singapore         | Đà Nẵng, Hà Nội, Phú Quốc, Thành phố Hồ Chí Minh                                          |
| Sydney                  | Úc          | SYD     | YSSY    | Sân bay Sydney                           | Hà Nội, Thành phố Hồ Chí Minh                                                             |
| Tây An                  | Trung Quốc  | XIY     | ZLXY    | Sân bay quốc tế Hàm Dương Tây An         | Hà Nội, Thành phố Hồ Chí Minh                                                             |
| Thành Đô                | Trung Quốc  | CTU     | ZUUU    | Sân bay quốc tế Song Lưu Thành Đô        | Hà Nội, Thành phố Hồ Chí Minh                                                             |
| Thượng Hải              | Trung Quốc  | PVG     | ZSPD    | Sân bay quốc tế Phố Đông Thượng Hải      | Hà Nội, Thành phố Hồ Chí Minh                                                             |
| Tokyo                   | Nhật Bản    | HND     | RJTT    | Sân bay quốc tế Haneda                   | Đà Nẵng, Thành phố Hồ Chí Minh                                                            |
| Tokyo                   | Nhật Bản    | NRT     | RJAA    | Sân bay quốc tế Narita                   | Hà Nội, Thành phố Hồ Chí Minh                                                             |
| Viêng Chăn              | Lào         | VTE     | VLVT    | Sân bay quốc tế Wattay                   | Thành phố Hồ Chí Minh                                                                     |

## Đội bay

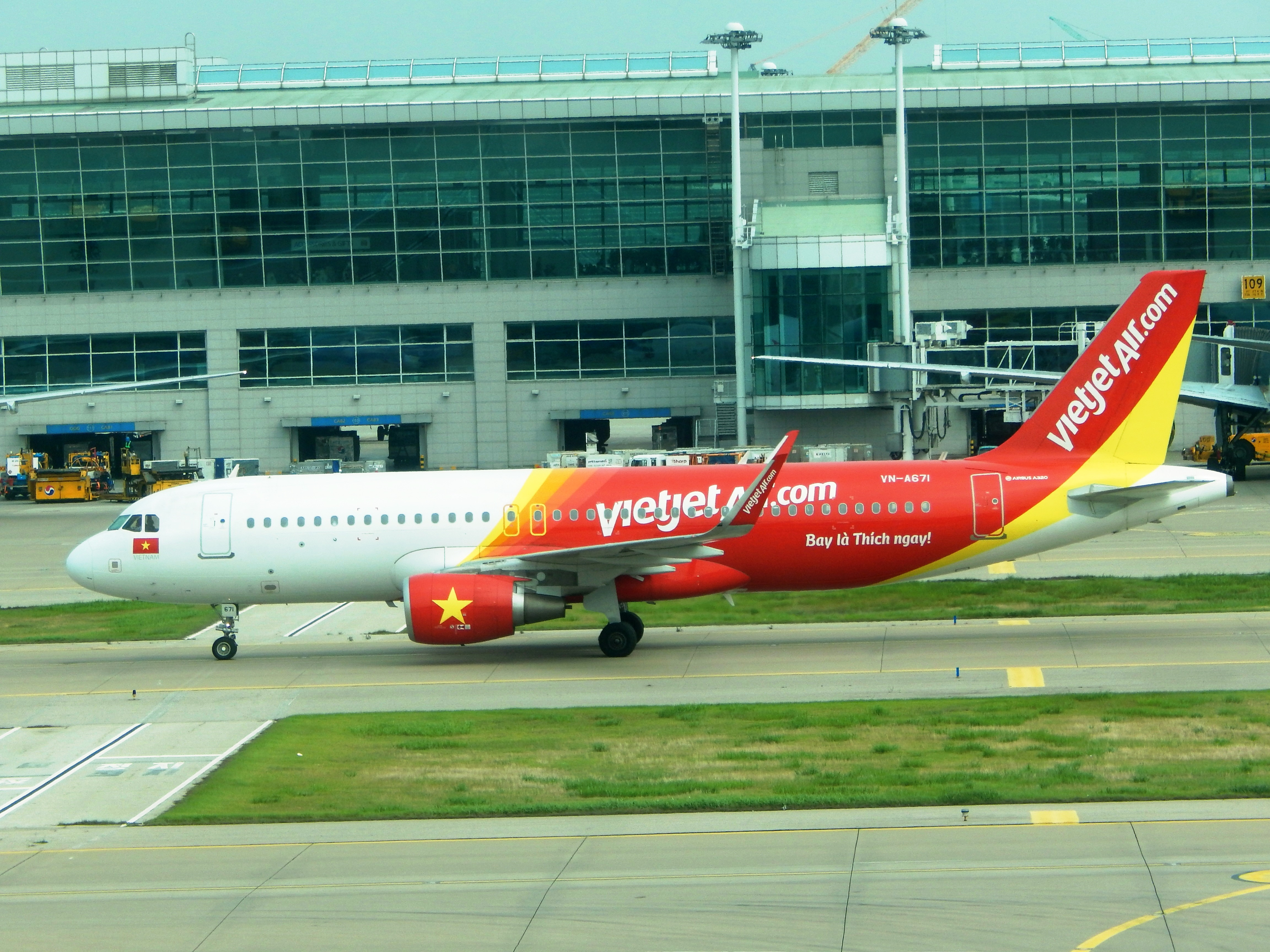
Airbus A320-200

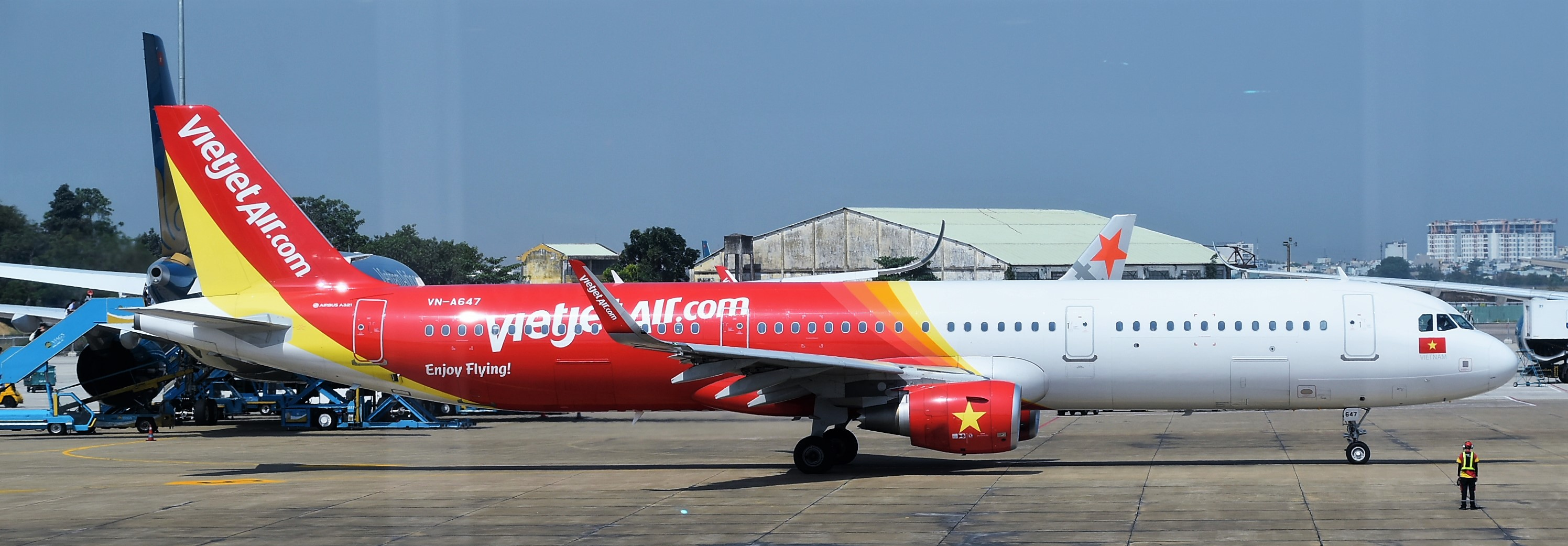
Airbus A321-200

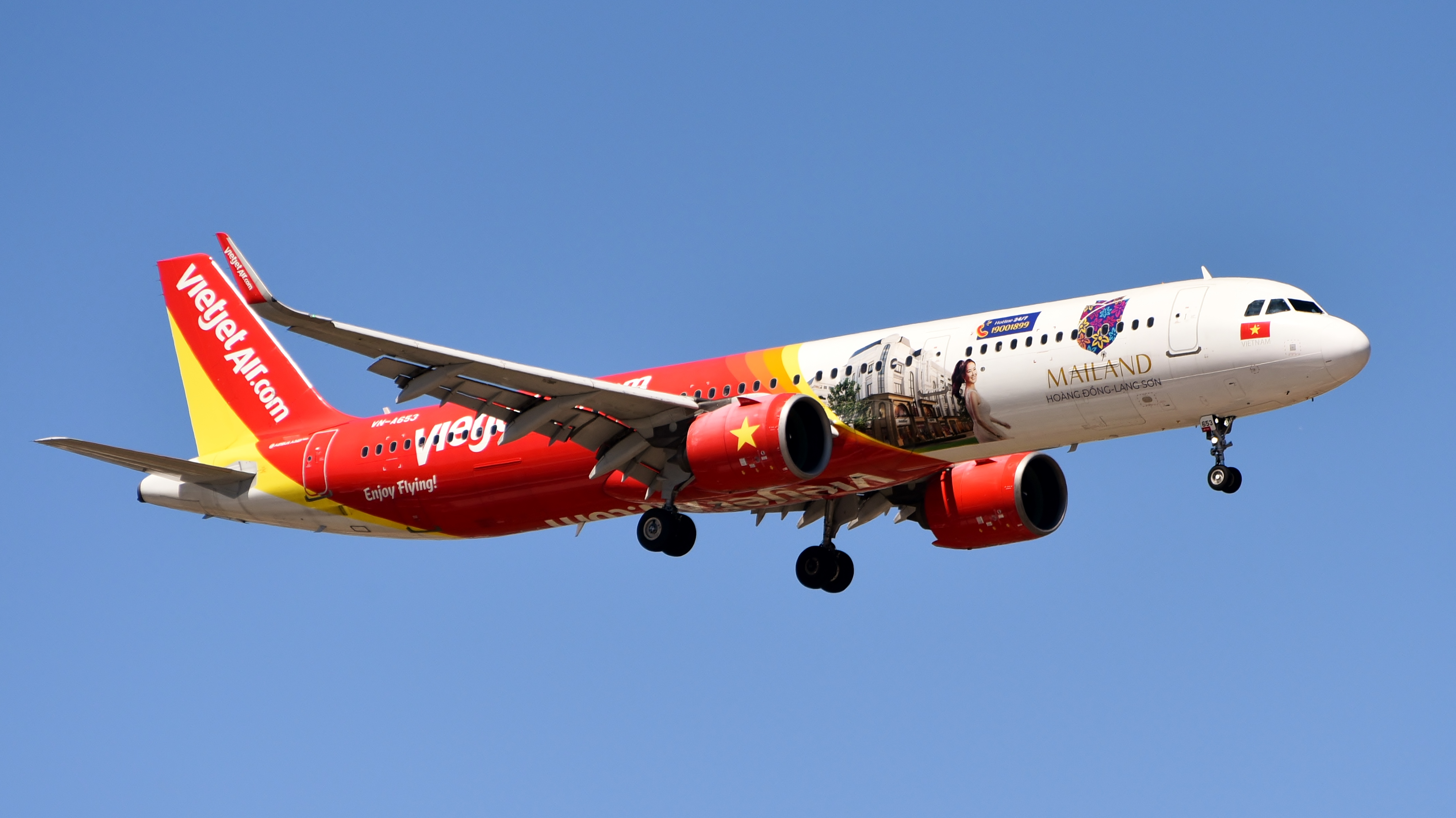
Airbus A321neo

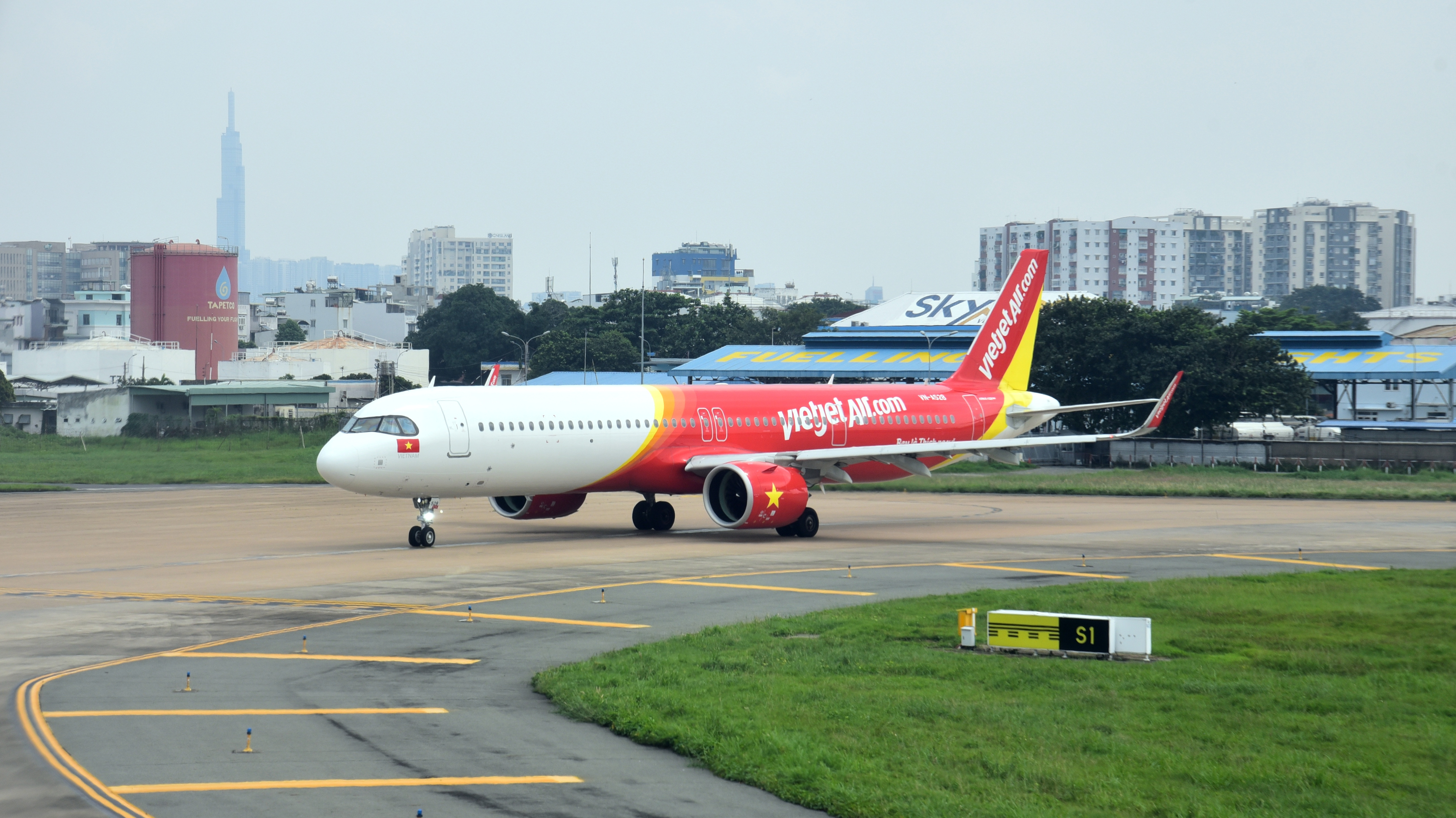
Airbus A321neo ACF

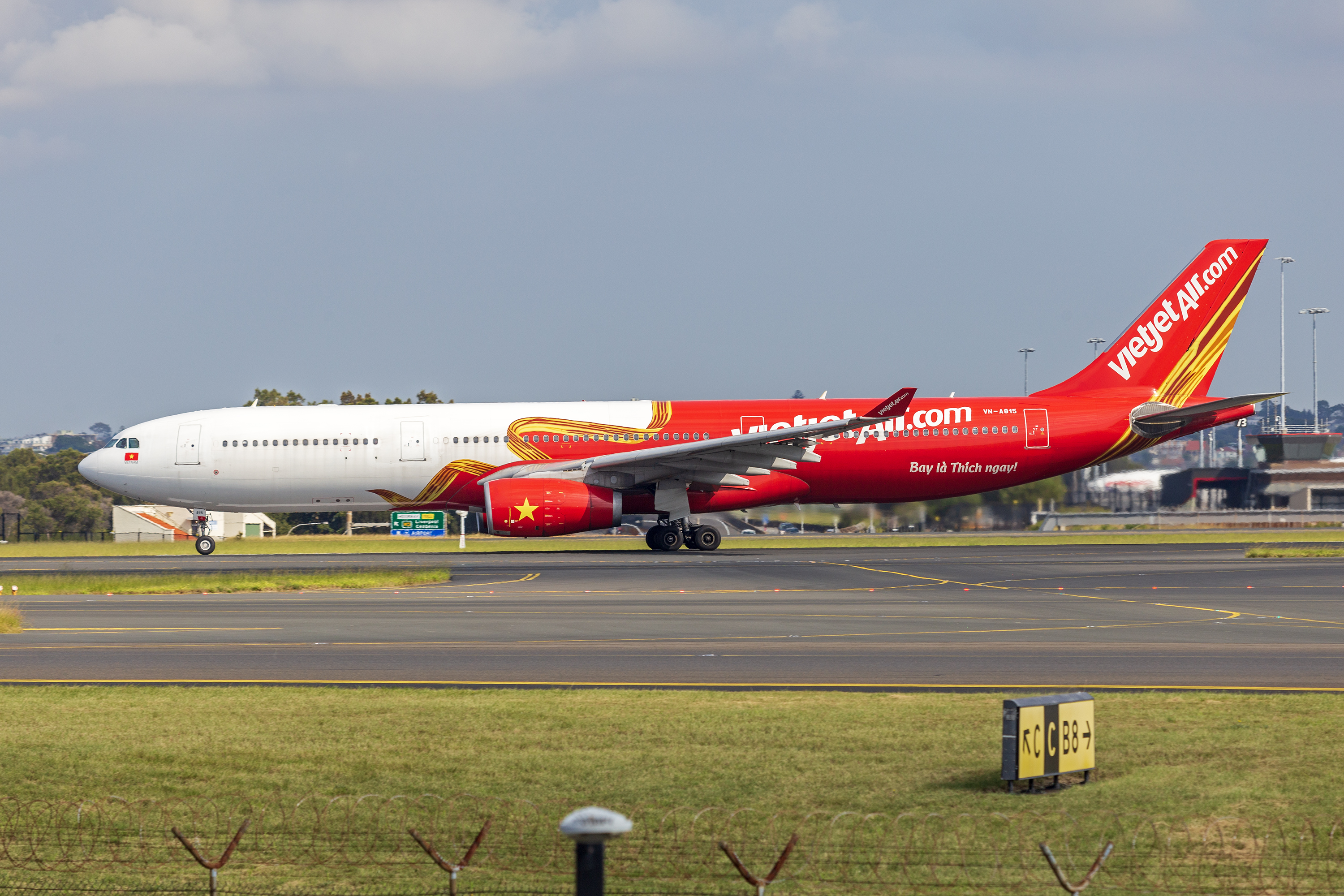
Airbus A330-300

Độ tuổi trung bình của đội bay tính đến tháng 6 năm 2025 là 7.4 năm.
Từ tháng 6 năm 2025, đội bay của Vietjet bao gồm các máy bay sau:
| Máy bay              | Đang hoạt động | Đặt hàng | Hành khách | Hành khách | Hành khách | Ghi chú |
| Máy bay              | Đang hoạt động | Đặt hàng | C          | Y          | Tổng       | Ghi chú |
| Airbus A320-200      | 7              | —        | —          | 180        | 180        | |
| Airbus A320-200      | 10             | —        | —          | 180        | 180        | Trang bị Winglets |
| Airbus A321-200      | 5              | —        | —          | 220        | 220        | Trang bị Winglets |
| Airbus A321-200      | 31             | —        | —          | 230        | 230        | Trang bị Winglets |
| Airbus A321neo       | 11             | 81       | —          | 230        | 230        | Trang bị Winglets |
| Airbus A321neo       | 25             | 81       | —          | 240        | 240        | Trang bị Airbus Cabin Flex (ACF) |
| Airbus A321XLR       | —              | 20       | TBA        | TBA        | TBA        | Trang bị Airbus Cabin Flex (ACF) |
| Airbus A330-300      | 7              | 2        | 12         | 365        | 377        | |
| Airbus A330-900neo   | —              | 40       | TBA        | TBA        | TBA        | Airbus A330-900neo được đặt mua để thay thế đội bay hiện tại của hãng gồm 7 chiếc Airbus A330-300 được thuê Giao hàng từ năm 2026        |
| Boeing 737 MAX 8     | —              | 50       | TBA        | TBA        | TBA        | 50 chiếc trong đơn hàng này sẽ được chuyển giao cho công ty con Thái Lan. Giao hàng từ năm 2024 đến 2028. Dự kiến giao hàng vào năm 2025 |
| Boeing 737 MAX 8-200 | —              | 30       | TBA        | TBA        | TBA        | 50 chiếc trong đơn hàng này sẽ được chuyển giao cho công ty con Thái Lan. Giao hàng từ năm 2024 đến 2028. Dự kiến giao hàng vào năm 2025 |
| Boeing 737 MAX 10    | —              | 100      | TBA        | TBA        | TBA        | 50 chiếc trong đơn hàng này sẽ được chuyển giao cho công ty con Thái Lan. Giao hàng từ năm 2024 đến 2028. Dự kiến giao hàng vào năm 2025 |
| Comac ARJ21-700      | 2              | —        | —          | 90         | 90         | Thuê ướt từ Chengdu Airlines |
| Tổng cộng            | 98             | 323      |            |            |            | |

^ Loại ghế SkyBoss và Economy của Vietjet là giống nhau, đều là xếp loại Y.
Ngày 26 tháng 2 năm 2019, Vietjet đã ký biên bản ghi nhớ với Boeing mua 100 máy bay Boeing 737 MAX 200 tại Phủ chủ tịch, dưới sự chứng kiến của Chủ tịch nước Nguyễn Phú Trọng và Tổng thống Mỹ Donald Trump trong dịp ông đến Việt Nam tham dự Hội nghị thượng đỉnh Triều Tiên-Hoa Kỳ.
Toàn bộ tàu bay của Boeing và Airbus đều được các nhà sản xuất trang bị bộ lọc không khí HEPA từ thời điểm tiếp nhận, giúp giảm xuống tối thiểu nguy cơ lây lan vi khuẩn, virus trên chuyến bay.
Tháng 12 năm 2019, những bức ảnh chụp chiếc Boeing 737 MAX 200 đầu tiên của hãng tại nhà máy Renton của Boeing đã xuất hiện. Đáng chú ý, hãng đã tránh sử dụng thương hiệu "MAX" đầy tai tiếng và chỉ sơn "Boeing 737-8" lên thân máy bay của hãng. Chiếc máy bay không được VietJet tiếp nhận mà đã được giao cho Akasa Air.
Tháng 7 năm 2024, Vietjet Air và Airbus ký hợp đồng đặt mua 20 máy bay Airbus A330neo (A330-900) với tổng trị giá 7,4 tỷ USD tại Triển lãm Hàng không Quốc tế Farnborough Airshow 2024. Sự kiện diễn ra với sự chứng kiến của Tổng Giám đốc Airbus Christian Scherer, và Chủ tịch HĐQT VietJet Air Nguyễn Thị Phương Thảo. Vietjet Air tiếp tục ký hợp đồng mua thêm 20 máy bay A330neo vào ngày 26 tháng 5 năm 2025.

## Thống kê
| Năm  | Số lượng hành khách | Số lượng chuyến bay | Hệ số sử dụng ghế | Giờ khai thác an toàn |
| ---- | ------------------- | ------------------- | ----------------- | --------------------- |
| 2016 | 14.051.360          | 84.455              | —                 | —                     |
| 2017 | 17.110.207          | 98.805              | 84,3%             | —                     |
| 2018 | 23.061.936          | 118.923             | 83%               | —                     |
| 2019 | 24.900.000          | 138.952             | 81,9%             | 320.962               |
| 2020 | 15.000.000          | 78.000              | 74,2%             | 142.182               |
| 2021 | 5.400.000           | 42.000              | 67,7%             | 70.055                |
| 2022 | 21.500.000          | 116.261             | 80,2%             | 225.294               |
| 2023 | 25.300.000          | 132.942             | 85%               | 282.484               |
| 2024 | 25.900.000          | 137.539             | 87%               | 360.495               |

## Tai nạn, tai tiếng và sự cố
- Ngày 19/6/2014, chuyến bay 8861 của VietJet Air có hành trình từ Hà Nội đi Đà Lạt đã đáp nhầm tới Nha Trang. Lý do sau khi điều tra là có 2 chuyến bay từ Hà Nội đi Cam Ranh và Đà Lạt diễn ra ở gần thời điểm, có cùng lượng khách. Do một máy bay bị trục trặc kỹ thuật nên VietJetAir buộc phải đổi tàu bay, đổi lịch khai thác. Tất cả mọi bộ phận đều được thông báo về sự thay đổi này, ngoại trừ cơ trưởng của chuyến bay. Do đó, trong khi toàn bộ hành khách, hành lý có vé đi Đà Lạt, cơ trưởng lại theo lộ trình cũ là Hà Nội đến Cam Ranh. Toàn bộ cá nhân có liên quan như cơ trưởng, cơ phó, tiếp viên, kiểm soát không lưu đã bị đình chỉ công tác có thời hạn.[23]
- Ngày 16/10/2014, chuyến bay 8856 của VietJetAir, khởi hành từ Thành phố Hồ Chí Minh đi Nha Trang đã hạ cánh nhầm đường băng, mặc dù tổ lái đã được đài kiểm soát không lưu nhắc lại huấn lệnh nhiều lần là đáp xuống đường băng 02L và phi công đã nhắc lại đúng. Nhưng sau đó phi công lại hạ cánh xuống đường băng 20R. Toàn bộ tổ lái sau đó đã bị đình chỉ để điều tra.
- Ngày 2/4/2015, hai nhân viên của Vietjet đã từ chối phục vụ người khuyết tật tại sân bay Đà Nẵng. Cụ thể, hành khách bị liệt 2 chân, trước đó đã đáp chuyến bay từ Hà Nội đi Đà Nẵng. Sau đó một ngày, hành khách đáp chuyến bay về lại Hà Nội thì bị nhân viên Vietjet từ chối phục vụ vì lý do "Hành khách không tự di chuyển được", vi phạm nghiêm trọng quy định chất lượng dịch vụ hành khách và chính sách của hãng. Sau đó, Vietjet đã công khai xin lỗi hành khách và phạt tiền hai nhân viên trên, đồng thời xử phạt trưởng và phó đại diện hãng tại sân bay Đà Nẵng.
- Ngày 28/1/2018, chuyên cơ chở đội tuyển bóng đá quốc gia U23 Việt Nam có sự xuất hiện của những người mẫu mặc bikini đã gây nhiều ý kiến trái chiều từ phía dư luận. Bị kiến nghị vì hành động phản cảm, giám đốc hãng hàng không Vietjet, bà Nguyễn Thị Phương Thảo đã lên tiếng xin lỗi vì sự cố này.[24]

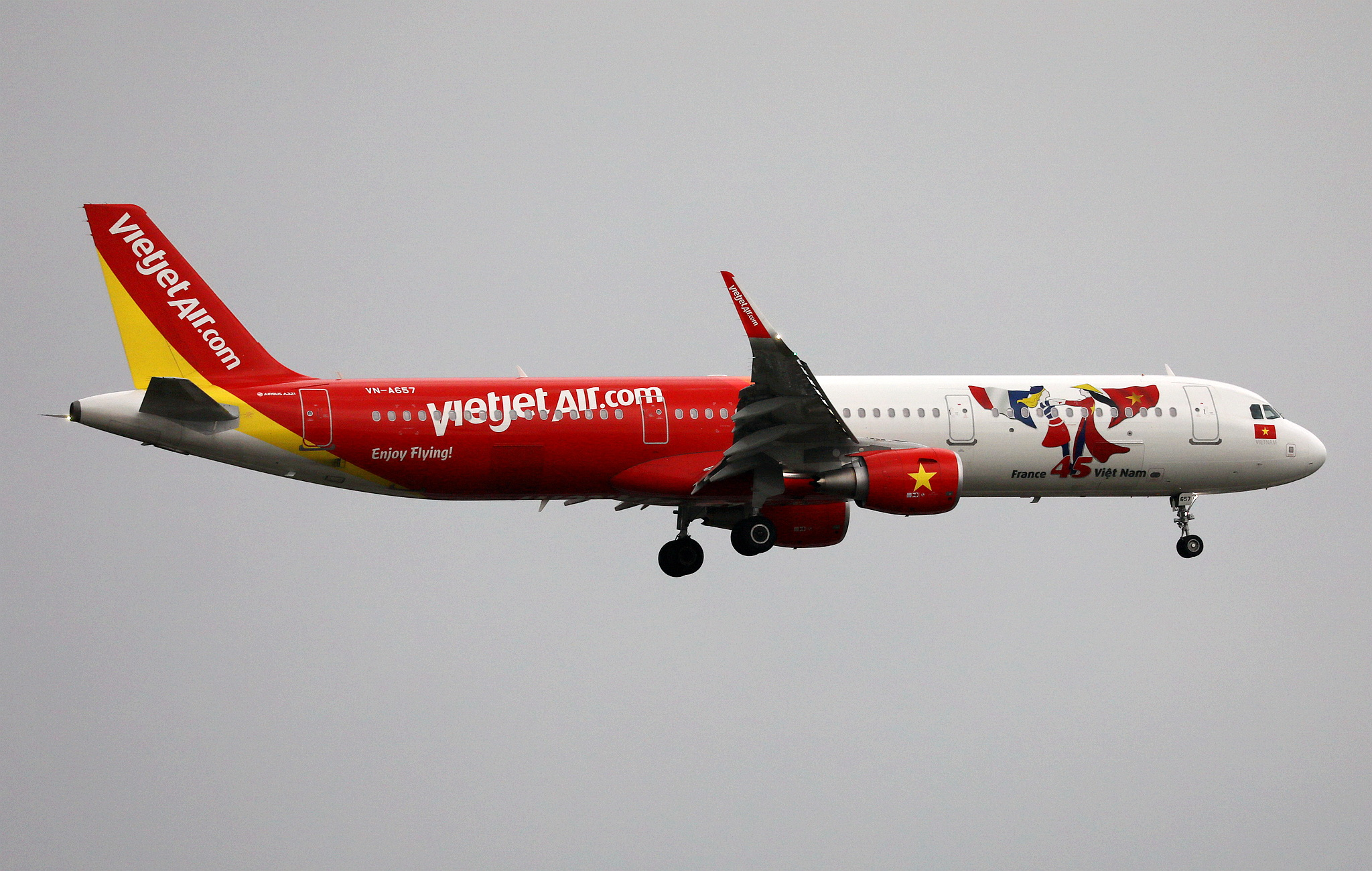
Tàu bay Airbus A321-211 của VJ mang số đăng bạ VN-A657 trong sự cố trượt đường băng tại SGN.

- Ngày 29/11/2018, chuyến bay 356 của VietJetAir có hành trình từ Thành phố Hồ Chí Minh đi Buôn Ma Thuột chở 207 hành khách tiếp đất trong tình trạng mất cân bằng do rơi mất 2 bánh đáp ở càng trước tạo ra tiếng động lớn. Vụ việc khiến 6 hành khách bị thương nhập viện, nhiều hành khách bị xây xát nhẹ. Tàu bay VN-A653 mới tiếp nhận được 2 tuần đã bị cho ngừng bay đề phục vụ công tác điều tra và sửa chữa.
- Ngày 14/6/2020, chuyến bay 322 của VietJetAir bay từ Phú Quốc, khi hạ cánh tại sân bay Tân Sơn Nhất lúc 12h10, được cho là bị ảnh hưởng của thời tiết mưa gió lớn nên máy bay đã trượt ra khỏi đường băng duy nhất đang hoạt động (đường băng còn lại đang đóng cửa để khảo sát). Tuy không có người bị thương nhưng sự cố đã làm sân bay Tân Sơn Nhất tê liệt khoảng 6 tiếng để khắc phục sự cố[25].
- Tối 27/11/2021, máy bay Airbus A321 (VN-A544) thực hiện chuyến bay 404 từ Đà Lạt hạ cánh xuống Hà Nội lúc 18h09. Trong quá trình di chuyển vào vị trí số 52C, máy bay đã va chạm đầu mút cánh (winglet) với máy bay Airbus A321 (VN-A636) cùng hãng đang đỗ tại vị trí 52D. Sau sự việc, Ông Trần Hoài Phương, Giám đốc Cảng vụ Hàng không miền Bắc, cho biết toàn bộ 120 hành khách và 7 thành viên tổ bay an toàn. Tất cả được rời khỏi máy bay theo lịch trình. Tuy nhiên, một đoạn mút cánh của máy bay VN-A544 bị gãy và rơi xuống sân đỗ. Hai máy bay sau đó dừng khai thác để kiểm tra kỹ thuật. Đánh giá sự việc, ông Phương cho biết do cơ trưởng điều khiển máy bay lăn bánh lệch vị trí. Sân bay đã lập biên bản, tịch thu bằng lái của phi công và làm việc với nhân viên đánh tín hiệu đường băng (signalman). Vietjet Air cũng tạm thời đình chỉ tổ bay để điều tra nguyên nhân và rà soát quy trình khai thác máy bay.[26]

## Kiện tụng
Theo Telegraph, nhật báo quốc gia của Anh, VietJet đang bị kiện 155 triệu bảng Anh cộng với tiền lãi lũy kế với tỷ lệ ít nhất 31.000 bảng Anh mỗi ngày. Đơn kiện, do FW Aviation (Holdings) 1 Limited đệ trình, nêu rõ VietJet đã thuê 4 máy bay nhưng bị giữ lại để siết nợ sau khi không thực hiện một khoản thanh toán tiền thuê vào năm 2021.